# Октябрьское сельское муниципальное образование (Приютненский район)
Октябрьское сельское муниципальное образование — сельское поселение в Приютненском районе Калмыкии. Административный центр - посёлок Октябрьский. Административный центр — посёлок Октябрьский.

## География
Территория СМО вытянулась с северо-запада на юго-восток вдоль озера Маныч-Гудило. СМО расположено на западе Приютненского района в пределах Кумо-Манычской впадины. Октябрьское СМО граничит на юге со Ставропольским краем, на юго-западе с Яшалтинским районом Калмыкии, на севере — с Ростовской областью, на востоке — с Приютненским СМО.

### Климат
По климатическому районированию территория поселения относится к зоне резко континентального климата. Количество суммарной солнечной энергии около 115 ккал/см2. Продолжительность солнечного сияния здесь составляет 2180—2250 часов за год. Лето жаркое и очень сухое, зима малоснежная при среднем абсолютном минимуме до −28ºС. Увлажнение недостаточное. Суммарное количество осадков в среднем за год составляет в среднем 300 мм. Испаряемость колеблется от 850—900 мм. Ветра имеют преимущественно восточное и северо-восточное направление. Территория поселения периодически подвергается суховеям и засухам.

### Гидрография
В Октябрьском СМО протекает ряд водотоков, несущих свои воды в озеро Маныч: Кираста, Чикалда, Дзензи, Волочайка. Кроме того, в поселении есть ряд прудов и озер (озеро Кущеватое, пруд Волочайка и др.).

### Почвы
Почвенный покров характеризуются пестротой. Представлен темно-каштановыми и каштановыми почвами, их комплексами и солонцами.

## История
Границы Октябрьского СМО установлены Законом Республики Калмыкия «Об установлении границ Октябрьского сельского муниципального образования
Республики Калмыкия» от 17 июня 2002 года № 221-II-З

## Население
| 2002 | 2010 | 2011 | 2012 | 2013 | 2014 | 2015 |
| ---- | ---- | ---- | ---- | ---- | ---- | ---- |
| 779  | ↘492 | ↘488 | ↘453 | ↘432 | ↘427 | ↘398 |
| 2016 | 2017 | 2018 | 2019 | 2020 | 2021 |      |
| ↘395 | ↘366 | ↘349 | ↘336 | ↘307 | ↗358 |      |

### Национальный состав
По данным Всероссийской переписи населения 2010 года:
| Национальность | Численность (чел.) | Процентное соотношение |
| -------------- | ------------------ | ---------------------- |
| Русские        | 226                | 45,93%                 |
| Даргинцы       | 141                | 28,66%                 |
| Калмыки        | 82                 | 16,67%                 |
| Чеченцы        | 18                 | 3,65%                  |
| Другие         | 25                 | 5,08%                  |
| Всего          | 492                | 100,00%                |

## Состав сельского поселения
| № | Населённый пункт | Тип населённого пункта          | Население |
| - | ---------------- | ------------------------------- | --------- |
| 1 | Молодёжный       | посёлок                         | ↘25       |
| 2 | Октябрьский      | посёлок, административный центр | ↘293      |
| 3 | Уралан           | посёлок                         | ↘81       |
| 4 | Урожайный        | посёлок                         | ↗35       |
| 5 | Цветной          | посёлок                         | ↘49       |

## Экономика
На территории СМО действуют 14 КФХ, ведется производство сельхозпродукции в личных подсобных хозяйствах. Основное направление хозяйственной деятельности — земледелие с высокоразвитым животноводством. На пахотных землях, занимающих 60 % от площади сельхозугодий, возделываются зерновые, технические и кормовые культуры.